# 아르카디 네일란트
아르카디 블라디미로비치 네일란트(러시아어: Арка́дий Влади́мирович Не́йланд, 1949년 1월 28일 ~ 1964년 8월 11일)는 소련의 살인자이다. 2명을 살해한 혐의로 사형에 처해졌다. 네일란트 사건은 당시 소련에서 상당한 반향을 불러일으켰으며, 소련의 법률을 국제적인 법률 표준에 맞추자는 움직임을 일어나게 했다.

## 인물
레닌그라드의 노동자 가정 출신인 네일란트는 교육을 제대로 받지 못했고, 부모의 학대를 받아 7세 때 집을 뛰쳐나왔다. 12세 때 어머니에 의해 기숙 학교(en)에 입학하게 되나 동료 학생들과의 갈등으로 인해 그만두고 모스크바로 간다. 그러나 경찰에 붙잡혀 레닌그라드로 압송되었다. 이후 1963년에 취직하나 무단 결근과 도벽으로 인해 몇번이고 경찰서를 드나들었다. 이후 트빌리시로 가서 새 삶을 살아갈 계획을 세운 네일란트는 그 소요 비용의 충당을 위해 범죄를 저지를 생각을 하게 되며, 부모 소유의 도끼를 훔쳐 두기에 이른다.

## "네일란트 사건"
1964년 1월 27일에 세트로레츠카야 거리(ru) 9번지의 아파트에서 벌어진 네일란트의 범죄는 법의학자, 소방관을 비롯한 증인들의 증언을 바탕으로 재구성되었다. 네일란트는 부자집을 턴다는 목표하에 현관문만 보고 무작위로 피해자를 선정했다.
네일란트는 37세의 주부인 라리사 미하일로브나 쿠프레예바(Лариса Михайловна Купреева)와 3세인 그 아들의 두 사람만 있는 세대에 우편배달부를 가장하여 침입, 도끼로 두 사람을 차례로 살해했다. 두 사람을 죽인 뒤, 현금과 카메라를 훔쳤다. 이어 부엌의 가스레인지를 켜 놓고 범행 도구인 도끼를 현장에 버려둔 채 달아났다. 네일란트가 달아나고 나서 타는 냄새를 맡은 이웃 주민들이 소방관을 불렀고, 현장은 타기 전에 소방관들에 의해 보존될 수 있었다.
네일란트는 경찰의 조사를 받으면서 특히 반성이나 후회 없이 담담히 자신의 범행을 진술했다. 네일란트는 쿠프레예바의 아들에 대해 미안한 감정을 일부 표출했으나, 쿠프레예바에 대해서는 아무런 감정을 내비치지 않았다. 또, 자신이 나이가 적어 처벌이 가벼울 것이라 생각한다고 진술했다. 네일란트 사건은 널리 알려지게 되었고, 당시 증가 일로에 있던 미성년자의 범죄에 대한 하나의 본보기로 매우 적합했다.
네일란트에게 내려진 사형 판결은 모든 사람에게 대단히 의외였다. 이 판결은 1960년에 니키타 흐루쇼프 집권기인 1960년에 성립된 당시 러시아 소비에트 사회주의 연방공화국의 법률-사형은 18세에서 60세 사이의 사람에 대해서만 선고할 수 있다고 규정하고 있던-과도 배치되었기 때문이다. 다만 1950년대까지는 1935년 4월 7일 제정된 법률에 의해 미성년자를 사형에 처할 수 있었고, 국가의 상층부에서 이 해결책을 취했을 확률이 매우 높다. 1964년 8월 11일, 네일란트는 레닌그라드에서 총살되었다.

## 같이 보기
- 메리 벨
- 네바다 땅